# NGC 5833
NGC 5833 is een spiraalvormig sterrenstelsel in het sterrenbeeld Paradijsvogel. Het hemelobject werd op 4 april 1835 ontdekt door de Britse astronoom John Herschel.

## HD 133981, HD 134011, en HD 134165
Vanaf de aarde gezien bevindt het stelsel NGC 5833 zich schijnbaar dicht tegen een telescopisch waarneembaar driehoekje bestaande uit de voorgrondsterren HD 133981, HD 134011, en HD 134165. Dit driehoekje, samen met het stelsel NGC 5833, kan als eenvoudig asterisme beschouwd worden, en is dan ook een ideaal object voor amateurastronomen die, gewapend met telescopen, zich in de zuidelijkste regionen van de aarde bevinden.

## Synoniemen
- ESO 42-3
- FAIR 840
- IRAS 15066-7240
- PGC 54250